# صهبا
آقا محمد تقی مشهور به صهبا و صهبای قمی از شاعران فارسی‌زبان ایرانی دوران زندیه است.
صهبا در شهر قم زاده شد ولی نیاکانش اهل شهر دماوند بودند. او مدتی در قم به تحصیل پرداخت و بعد به شهر اصفهان رفت و فنون شعر را مانند اغلب شاعران آن زمان از میر سید علی مشتاق فرا گرفت و به دلیل ارتباط نزدیکی که با او داشت تخلصش نیز از مشتاق بوده است. صهبا با شاعرانی چون آذر بیگدلی و هاتف اصفهانی هم‌عصر و مباشر بوده و از شاعران دوره بازگشت ادبی قلمداد می‌شود. در شاعری طبعی لطیف و ذوقی سلیم داشت و بیشتر به سرودن غزل و رباعی می‌پرداخت. دیوان اشعارش مشتمل بر سه هزار بیت است. منابع موجود وفات صهبا را در سال ۱۱۵۶–۱۱۹۱ هجری در شهر شیراز دانسته‌اند و آرامگاه او نیز در شیراز است.